# David Berlow
David Berlow (Boston, 1954) is een Amerikaans letterontwerper.

## Opleiding en werkleven
Berlow promoveerde aan de University van Wisconsin-Madison. Tijdens zijn opleidingen bleek hij al veel interesse te hebben in letterontwerp.
Berlow begon furore te maken na 1978 toen hij lettertypen leverde voor grote letteruitgeverijen als Mergenthaler, Stempel, en Haas.
Hij voegde zich in 1982 bij de nieuw opgerichte digitale letteruitgeverij Bitstream.
Nadat Berlow in 1989 deze uitgeverij verliet, stichtte hij samen met Roger Black een eigen letteruitgeverij: Font Bureau.
Font Bureau heeft meer dan 200 nieuwe en herziene versies van lettertypen ontwikkeld voor opdrachtgevers als 
The Chicago Tribune, The Wall Street Journal, Entertainment Weekly, Newsweek, Esquire, Rolling Stone, Hewlett Packard.
Ook voor Apple Computer Inc. en Microsoft Corporation werden TrueType- en (scherm)lettertypen gemaakt.

## Lettertypen
David Berlow maakte ontwerpen voor onder andere de volgende lettertypen:
- Agency FB (1990)
- Belizio (1987)
- Belucian (1990)
- Berlin Sans (1994)
- Bureau Grotesque (1989), Bureau Roman (1997)
- Californian FB (1994)
- Charcoal
- Cheltenham FB (1989)
- Eagle (1989)
- Eldorado (1997, met Tobias Frere-Jones en Thomas Rickner)
- Empire (1989)
- ITC Franklin Gothic
- Giza (1994)
- Graphite
- Meyer Two (1994)
- Moderno FB
- Numskill (1990)
- Old Modern (1995)
- Ornaments (1990)
- Poynter Agate (1997)
- Phaistos (1990, met Just van Rossum)
- Rhode (1997)
- Romeo (1990)
- Scotch FB (1993)
- Skia
- Throhand (1995)
- Truth FB
- Titling Gothic
- Village (1994)

## Onderscheiding
- Berlow ontving van de Society of Typographic Aficionados (SoTA) de Typography Award in 2007.